# لابدان
لابدان (به انگلیسی: Labdane) با فرمول شیمیایی C۲۰H۳۸ یک ترکیب شیمیایی با شناسه پاب‌کم ۹۵۴۸۷۱۱ است. که جرم مولی آن ۲۷۸٫۵۱۶ g/mol می‌باشد. 